# Ton van Trier

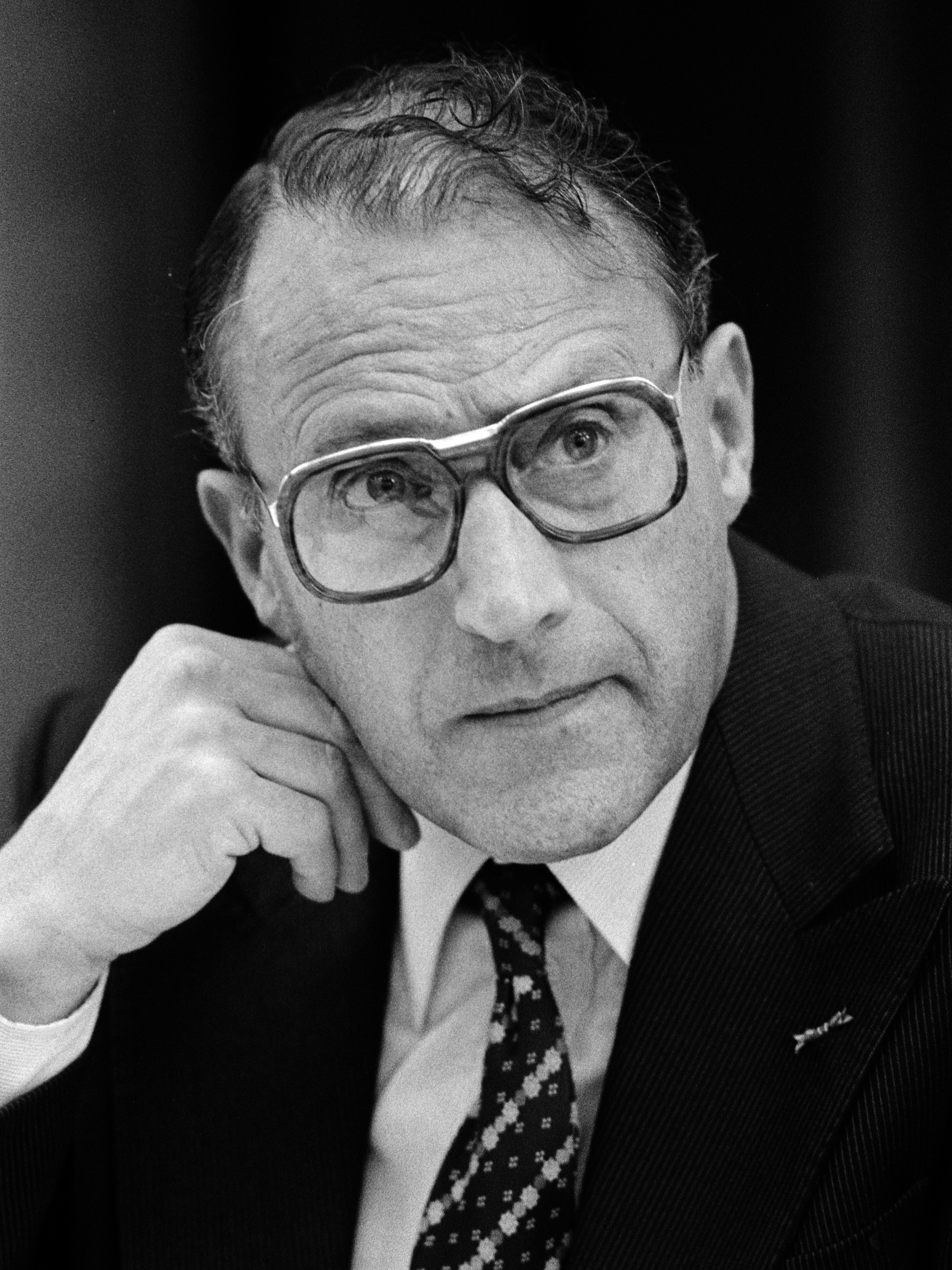
Ton van Trier (1981)

Antonius „Ton“ Arnoldus Theodurus Maria van Trier (* 7. Februar 1926 in Oss, Provinz Noord-Brabant; † 26. November 1983 in Eindhoven, Provinz Noord-Brabant) war ein niederländischer Hochschullehrer und Politiker des Christen-Democratisch Appèl  (CDA), der unter anderem zwischen 1968 und 1971 Rektor der Technischen Universität Eindhoven sowie von 1979 bis 1981 Minister ohne Geschäftsbereich für Wissenschaftspolitik im Kabinett Van Agt I war.

## Leben
Antonius „Ton“ Arnoldus Theodurus Maria van Trier, Sohn eines Büroangestellten, absolvierte ein Studium im Fach Elektrotechnik und unterrichtete zwischen September 1957 bis zum 1. Januar 1972 als Professor für Elektrotechnik an der Technischen Universität Eindhoven. Zugleich war er in dieser Zeit als Nachfolger von Kees Posthumus von 1968 bis 1971 Rektor der Technischen Universität Eindhoven sowie zeitweilig Vorsitzender des Beirates für Wissenschaftspolitik RAWB (Raad van Advies voor het Wetenschapsbeleid).
Am 3. Mai 1979 löste er Leendert Ginjaar als Minister ohne Geschäftsbereich für Wissenschaftspolitik (Minister zonder portefeuille belast met wetenschapsbeleid) im Kabinett Van Agt I ab und bekleidete dieses Amt bis zum 11. September 1981. Er setzte im Wesentlichen die Politik seines Vorgängers fort und legte die Veröffentlichung der Innovatienota vor. Nach seinem Ausscheiden aus der Regierung war er seit November 1981 Mitglied des Stiftungsrates der Katholieke Universiteit Nijmegen sowie seit dem 1. März 1982 Leiter des Büros der Kommission für Bibliografie und Dokumentation COBIDOC (Commissie voor bibliografie en documentatie). Des Weiteren fungierte er seit Juni 1982 als Vorsitzender der Strukturkommission der Computerdienstleistungsindustrie sowie vom 1. Januar bis zu seinem Tode am 26. November 1983 auch als Mitglied des Wissenschaftlichen Rates für Regierungspolitik WRR (Wetenschappelijke Raad voor het Regeringsbeleid).